# VISTA望遠鏡
VISTA望遠鏡 (Visible and Infrared Survey Telescope for Astronomy) とは、チリのパラナル天文台に設置されている広視野反射望遠鏡である。口径4.1 mの反射鏡を備えており、近赤外領域の掃天望遠鏡としては建造時点で世界最大である。2009年12月に欧州南天天文台 (ESO) によって科学運用が開始された。構想・開発はロンドン大学クイーン・メアリーを中心とする英国の大学コンソーシアムによる。ESOへの加盟協定の一環として英国が現物出資した施設の一つで、英国科学技術使節会議(STFC) が出資している。
唯一の観測装置であるVIRCAM（Vista InfraRed CAMera, VISTA赤外カメラ）は3トンの重量があり、赤外域で感度の優れた特製の検出器を16基備え、総画素数は6,700万ピクセルに上る。第2世代の観測装置として、2400個の天体を一度に分光できるファイバーフィード型多天体分光器4MOST (4-metre Multi-Object Spectroscopic Telescope) が2020年の設置に向けて作製されている。VISTAは肉眼で見える光よりも長い波長で観測を行うため、可視光の放射が塵雲に覆い隠されてしまう低温の天体や、宇宙の初期から長い年月をかけて膨張宇宙を伝播したことで赤方偏移を起こした光など、可視領域ではほぼ不可能だった天体を研究することができる。

## プロジェクト
VISTAは近赤外波長で南天の掃天観測を行っている。このようなサーベイは科学的成果を直接得るのと同時に、より大型の望遠鏡で詳しく調べる天体を選び出すためにも行われる。ほかにも同様のプロジェクトが2つあり、ハワイにあるイギリス赤外線望遠鏡の広視野カメラ (WFCAM) は北天の赤外掃天観測を、チリのVLT掃天望遠鏡は南天の可視光掃天観測を行っている。
VISTAプロジェクトは1999年に英国の18大学からなるVISTAコンソーシアムによって開始された。資金は英国政府のジョイント・インフラストラクチャ―基金からと、素粒子物理学・天文学研究協議会から出資された。予算規模は5,500万ユーロである。
コンソーシアムは建設サイトとしてチリの数か所を検討し、最終的にヨーロッパ南天天文台 (ESO) が運営するパラナル天文台で超大型望遠鏡 (VLT) から1,500 m離れた副山頂を選んだ。設計と建設の技術面は英国天文技術センターに一任された。2年後の2002年、英国はESOに加盟するにあたってVISTAを加盟料の一部として現物出資することにした。コンソーシアムによる竣工と就役に続いて、科学技術施設会議が英国を代表してESOへの引き渡しを行い、全加盟国の天文学者が利用できるようにした。

## VISTAによる掃天観測
2010年から始まったVISTAのサーベイでは、ダークエネルギーの性質から地球近傍小惑星の危険性に至るまで、今日の天体物理学における最も刺激的な問題の多くが扱われている。
VISTAでは大規模なパブリック・サーベイが6件行われている。
- UltraVISTA
- VIKING (VISTA Kilo-Degree Infrared Galaxy Survey)
- VMC (VISTA Magellanic Survey)
- VVV (VISTA Variables in the Via Lactea)
- VHS (VISTA Hemisphere Survey)
- VIDEO (VISTA Deep Extragalactic Observations Survey)

VISTAの稼働開始から5年間は観測時間の大部分がこれらに当てられた。これらのサーベイは多くの天域を異なった深さでカバーしており、広範な科学的問題の解決に寄与する。それぞれのサーベイの詳細については、ESOのウェブサイトに置かれた VISTA Surveys や Public Surveys Projects のページで見ることができる。

## VISTAによる科学研究
VISTAは大型で視野も広いため、弱い光源を検出すると同時に、広い天域をすばやく観測することができる。一枚のVISTA画像は広さにして満月の約10倍の天域を占める。大きな成果を収めた2MASSのような既存の赤外掃天観測より40倍優れた感度で南天全域の天体を検出してカタログ化することも可能である。観測力の向上は肉眼からガリレオの初代望遠鏡への変化に匹敵するもので、多数の新しい天体が発見されて南天の希少なエキゾチック天体のカタログが格段に充実すると期待されている。
VISTAの観測は天文学の多くの分野に寄与すると見られる。銀河系内の観測では、新しい褐色矮星が数多く発見され、ダークマターの正体に関する学説が検証可能になると期待されている。時間を変えて一つの天域を撮影し続けることで銀河系の中の変光星を大量に発見・観測しようというサーベイがある。天文学者はVISTAのデータを通じて銀河系の構造をはるかに詳細にマッピングできるようになる。銀河系の近くに位置するマゼラン雲とその周辺を観測するサーベイもある。VISTAデータを用いて観測可能な宇宙全体の約5％に及ぶ3Dマップを作成する計画もある。またVISTAは遠方のクエーサーを発見したり銀河や銀河団の進化を研究するための強力なツールとなる。非常に遠方の銀河団を検出することでダークエネルギーの性質を調べるのにも役立つ。VVVサーベイでは赤外観測を通じて星団やケフェイド変光星までの距離が精度よく測定され、宇宙の距離はしごの増強につながった。

## VISTA画像の例
最初に公開されたのは「炎星雲」（NGC 2024）の画像だった（右図 (1)）。よく知られたオリオン座内外に広がる、ガスと塵からなる壮大な星形成雲である。この天体は中心が厚い塵の雲に隠れており可視光で見ることはできないが、赤外域での撮影により雲の裏にある若く熱い星のクラスターが可視化された。VISTAカメラの広視野像には、輝きを放つNGC 2023や、名高い馬頭星雲のモヤモヤした形状も捉えられている。
VISTAが捉えた美麗な星雲画像にはほかにもオリオン大星雲や干潟星雲がある。右図 (2) は約1350光年離れたオリオン大星雲（M42）をVISTA赤外線掃天望遠鏡で撮影した広視野像である。VISTAの視野が広大であるため星雲全体が周辺に至るまで単一の画像として記録されている。また赤外域での観測のため、通常は見通せない塵の多い領域の奥深くに隠れた若い星の興味深い活動が明らかにされている。右図 (3) はVVVサーベイで撮影された赤外線画像である。被写体は射手座内にある約4000〜5000光年離れた星の新生児室で、干潟星雲（M8）と呼ばれている。
VISTAは銀河系外の深部を観測することもできる。右図 (4) に示す例は、ろ座内の銀河団の集合写真である。VISTAの広い視野により、印象的な棒渦巻銀河NGC 1365や大型の楕円銀河NGC 1399を始めとする複数の銀河が一枚の画像に収められている。スペクトルの近赤外線域にあるZ、J、Ksの3フィルターを通じて撮影した画像を再構成したもので、銀河団を構成する銀河の多くが捉えられている。図の右下にはNGC 1365が、左方には一群のかすかな球状星団に囲まれたNGC 1399が見えている。画像の広さは約1°×1.5°で総露出時間は25分である。

## 技術的詳細

### 望遠鏡の設計
広い天域をシーイング限界まで高めた解像度で繰り返し撮像するという目標を達成するため、ユニークな設計の光学系が採用された。主鏡は直径4.1 m、焦点口径比（F値）f/1の凹面双曲面鏡である。厚さ17 cmのメニスカス形状で、中央に開けられた1.2 mの穴にカメラを収容してカセグレン焦点に置く。ドイツのショット社がゼロデュアから製造し、モスクワのLZOSが研磨と修正を行った。同種の形状でこれほどF値が小さい鏡としては世界最大で、研磨には予定より長い2年の期間を要した。主鏡は背面81基、周沿いに24基のエアシリンダーに支持されており、コンピュータ制御で形状を変えることが可能である。
副鏡は直径1.24 mの凸面双曲面鏡である。これら2つの双曲面鏡を組み合わせた構成は準リッチー・クレチアン系となる。合成F値は約f/3だが、2つの鏡だけによる画像は質が低い。副鏡は6脚の架台に取り付けられ、こちらもコンピュータ制御で位置調整やティップ・ティルト補正を行うことができる。
搭載された赤外線カメラはラザフォード・アップルトン研究所、英国天文技術センター、ダラム大学からなるコンソーシアムによって製造されたもので、約3トンという世界最大の重量を持つ。望遠鏡とカメラは合わせて一つの光学系として設計されており、検出器にシャープな像を結ぶにはカメラに備えられた3枚の写野補正レンズが欠かせない。
赤外線カメラの運用では望遠鏡本体やドームからの熱放射を遮断することも重要である。VISTAでは写野補正レンズの前に設置された一連の冷却バッフルがその機能を担っている。さらに副鏡は主鏡辺縁部からの反射光を受けないよう小さめに作られているため、周縁に近い検出器であっても主鏡外の高温物体は視野に入らない。このため、結像面のどの点から見ても開口部の径は3.7 mに制限される。検出器とバッフルを冷却するカメラの真空クライオスタットは、長さ2 m以上、入射窓直径95 cmにする必要があった。検出器の直前には赤外領域の特定の波長域を選択するためのフィルターホイールが設置されている。
結像面には直径1.65°に相当する広さにわたって16基の赤外線検出器アレイが設置されている。各アレイは1個当たり20 μm（0.34"）サイズのピクセルを2048×2048個備えている。焦点距離12.1 mとバッフル開口径3.7 mを合わせると焦点比は3.26になる。アレイの間には隙間が開いており、ギャップ幅は二方向それぞれにアレイ幅の90％と50％である。したがって1回の露出で得られるのは動物の足跡のように点々と切り抜かれた像に過ぎない。隙間を埋めて一般的な天の画像を作成するには、場所をずらしながら最低6回の露出を行い、「足跡」画像を組み合わせて「タイル」を作る必要がある。カメラの画像面には波面検出器も備えられており、主鏡の形状および副鏡の位置やティップ・ティルトの制御に用いられる（能動光学参照）。 これにより、任意の高度で鏡のたわみを補正して焦点の合った像を作ることができる。
VISTAのエンクロージャ建屋は山頂を造成した平坦地に補助建屋とともに建造された。補助建屋には主鏡を洗浄、剥離、コーティングする設備が備えられている。コーティングはアルミニウムでも可能だが、通常は赤外線特性の優れた銀が保護膜付きで用いられる。エンクロージャは固定基部が回転可能な鋼鉄製ドームを支持する構造である。スリットは左右にスライドして開閉する。ドームには通気性を高めるための扉が備えられ、スリットの一部を覆う風防もある。日中のドーム温度は夜間と同じ温度に保たれる。

### 運用とデータフロー
落成後のVISTAはESOが引き継いだ。ESOはパブリック・サーベイを6件採択し、観測時間の75％を充当した。残りの時間はプロプライエタリ（私的）・サーベイに振り分けられた。観測はパラナル天文台に所属するオペレータがVLT制御棟から遠隔で行う。
検出器アレイが大型であり、また赤外域では短時間の露出を繰り返し行う必要があることから、データレートは1晩あたり200〜300 GBと高くなる。現場のパラナル天文台でも日常点検のためにデータ処理を行っているが、基本的に生データはそのままドイツのガーヒング・バイ・ミュンヘンにあるESO本部に転送され、アーカイブに加えられる。ユーザーは一連の天文学的・光学的キャリブレーション処理を経て機器由来のアーティファクトも除去された「足跡」画像を受け取ることができる。またデータアーカイブは英国のVISTAデータフローシステムにも複写され、そこで「足跡」のタイル化とソースカタログの作成が行われる。